# 후루하시 다쓰야
후루하시 다쓰야(일본어: 古橋 達弥, 1980년 11월 7일 ~ )는 일본의 전직 축구 선수로 현역 시절 혼다 FC, 세레소 오사카, 몬테디오 야마가타, 쇼난 벨마레에서 공격수로 활약했다.

## 구단 경력
1999년 일본 풋볼 리그의 혼다 FC에 입단했다. 2004년까지 119경기에 출전하여, 85득점을 넣었다. 2004년 J1리그의 세레소 오사카로 이적했다. 2006년후 J2리그에 강등했다. 2008년까지 146경기에 출전하여, 44득점을 넣었다. 2009년 J1리그의 몬테디오 야마가타로 이적했다. 2012년부터 2013년까지 쇼난 벨마레에서 뛰었다. 2014년 혼다 FC로 복귀했다. 2020년까지 133경기에 출전하여, 42득점을 넣었다. 2020년후 현역 은퇴.